# Araeotis fragilis
Araeotis fragilis är en skalbaggsart som beskrevs av Bates 1867. Araeotis fragilis ingår i släktet Araeotis och familjen långhorningar. Inga underarter finns listade.